# Henry Middleton (marino)
Henry Middleton (fl. 1660-Bantén, Java, 24 de mayo de 1613) fue un comerciante y marino inglés que se desempeñó durante los trece últimos años de su vida como comandante de diversas naves que efectuaron el primero, segundo y sexto viaje separado de la Compañía de las Indias Orientales, EIC. También se desempeñó como general, comandante en jefe, del segundo y sexto viaje mencionados.
Fue el segundo hijo de John Middleton de Chester. En 1606 fue nombrado caballero por el rey Jacobo I. Soltero, falleció en Bantén en 1613.

## Antecedentes - Primeros años
Henry Middleton fue el segundo hijo de John Middleton de Chester. Su hermano mayor, John, fue uno de los 24 directores de la Compañía de las Indias Orientales formada en 1599 y luego capitán del Hector en el primer viaje separado de la compañía.
No existe información de su nacimiento ni de sus estudios y actividades anteriores a su ingreso en 1600 como comisario de una de las naves de la Compañía de las Indias Orientales.

## Primer viaje separado de la EIC (1601-1603)
Para este viaje se reunieron ₤ 70.000 que se invirtieron en la compra de naves y mercancías necesarias para ejecutar este primer viaje a las Indias Orientales bajo las privilegiadas condiciones establecidas en la Carta Real dictada por la reina Isabel I. Se traerían especies y otros productos, para lo cual la compañía compró y equipó cuatro buques de gran tamaño. Estos fueron el Red Dragon de 600 toneladas y 202 hombres y que sería la nave almirante con el capitán James Lancaster como general, el Hector de 300 toneladas y 108 hombres como vicealmirante y bajo el mando del capitán John Middleton, el Ascension de 260 toneladas y 82 hombres bajo el mando del capitán William Brand y el Susan de 240 toneladas con 84 hombres bajo el mando del capitán John Hayward, además tuvieron una pinaza, el Guest, de 130 toneladas y 40 hombres de tripulación. Cada nave llevaba tres comerciantes o agentes.
Las naves fueron abastecidas con provisiones para veinte meses y se embarcaron mercaderías y monedas españolas por un valor total de ₤ 27.000, el resto del dinero fue empleado en la compra de los buques con su equipamiento y en los sueldos que se les adelantó a los tripulantes de las naves.
La reina le entregó a la compañía cartas de recomendación para los reyes de la India, ofreciéndoles efectuar tratados de paz y amistad
Henry Middleton, el 10 de octubre de 1600 fue nombrado comisario del Red Dragon, pero el 11 de noviembre, antes del zarpe del primer viaje separado fue promovido a agente de la nave. En Achén, en junio de 1602, el capitán Lancaster, comandante en jefe de la expedición lo nombró capitán y comerciante jefe del Susan y lo envió a Priaman. Ahí obtuvo un cargamento de clavos de olor y pimienta, zarpando en diciembre hacia Inglaterra donde arribó el 21 de junio de 1603.

## Segundo viaje separado de la EIC (1604-1606)
Finalizado el primer viaje, Henry Middleton fue designado general del segundo viaje separado y el 25 de marzo de 1604 zarpó de Gravesend al mando del Red Dragon, almirante, junto con el Héctor, vicealmirante y bajo el mando del capitán Sorflet, el Ascensión, bajo el mando del capitán Colthurst y el Susan. Estas naves eran las mismas empleadas en el primer viaje por lo que sus características en cuanto a tonelaje y tripulación son conocidas. 
El 26 de abril después de recalar en Maio, una de las islas de Cabo Verde, continuaron su viaje pero debido a la calma sólo llegaron al cabo de Buena Esperanza el 13 de julio con las tripulaciones en muy malas condiciones por el escorbuto. Estuvieron recuperándose un mes. El 19 de diciembre arribaron a la costa de Sumatra fondeando en Bantén el 23 del mismo mes, nuevamente con sus hombres extremadamente débiles. El 18 de enero de 1605, Middleton decidió continuar hacia el este con el Red Dragon y el Ascensión y enviar de regreso a Inglaterra al Héctor y al Susan con un cargamento de pimienta. 
Los hombres estaban muriendo rápido, veintiséis habían muerto a bordo del Red Dragon durante la navegación desde Bantén a Ambón donde recalaron el 10 de febrero. Justo en ese momento los holandeses se habían apoderado de la isla poniendo fin a toda posibilidad de comerciar allí. Después de mucho debatir y con gran aprensión, Middleton envió al Ascensión a Banda y al Red Dragon a las Molucas.
Zarparon de Ambón el 18 de febrero y el 22 de marzo después de un viaje tedioso el Red Dragón arribó Tidore, donde los portugueses tenían un establecimiento y estaban apoyando a los nativos en una guerra con sus vecinos de Ternate, que eran ayudados por los holandeses. La fuerza de Middleton era demasiado insignificante como para tomar parte en la pelea que terminó con la completa derrota de los portugueses. Los holandeses luego pusieron todo tipo de obstáculo en el camino del comercio inglés; y aunque Middleton logró adquirir un cargamento de clavos de olor, parece que no tuvo mercaderías para tener un cargamento completo por lo que el 24 de julio, el Red Dragon fondeó de nuevo en Bantén.
Zarpó para Inglaterra el 6 de octubre y el 19 de diciembre fondeó en Table Bay avistando al Hector con muy pocos tripulantes ya que casi todos habían fallecido. Middleton envió marineros a bordo para que la condujeran hasta el fondeadero. Estuvieron ahí un mes y fueron alcanzados también por el Ascension. Zarparon el 16 de junio, recalaron en Santa Helena y el 6 de mayo de 1606 fondearon en los Downs, Inglaterra. El desempeño de Middleton fue ampliamente reconocido. Él había conducido su expedición mucho más allá de lo que la compañía podía esperar y las ganancias fueron muy grandes. Fue nombrado caballero en Greenwich el 25 de mayo de 1606; y diez años más tarde todavía se hablaba de él como "el tres veces meritorio general que creó las verdaderas bases de nuestro largamente deseado comercio con Cambaya."

## Sexto viaje separado de la EIC (1610-1613)
En 1610 Middleton fue nombrado comandante en jefe, general del sexto viaje separado de la compañía de las Indias Orientales, y partió de los Downs, el 4 de abril como comandante del Trader Increas de 1.000 toneladas, nave almirante, teniendo como compañía al Peppercorn, de 250 toneladas, vicealmirante comandado por el capitán Nicholas Downton y el Darling de 90 toneladas bajo el mando del capitán Robert Larkyn. Además los acompañó hasta Cabo Verde la barca Samuel de 180 toneladas como nave de aprovisionamiento. El viaje fue muy tranquilo y afortunado, y no hubo enfermedades importantes cuando, el 7 de noviembre, llegaron a Adén. Dejó allí al Peppercorn y él con el Trader Increas más el Darling navegaron hasta Moka; pero al entrar en la rada, a cargo de un piloto nativo, el Trader Increas se varó en la costa por lo que gran parte de su carga y provisiones tuvieron que ser desembarcadas para que pudiera flotar.
El gobernador, o aga, recibió a Middleton y a los comerciantes aparentado amistad; pero unos días más tarde, el 28 de noviembre, cuando un gran grupo de tripulantes se encontraba en tierra, de repente los atacó, mató a ocho en la refriega e hizo prisioneros de Middleton y a otros cincuenta y nueve. A continuación, intentó abordar el Darling, que estaba fondeado cerca de la costa; pero los turcos fueron rechazados con grandes pérdidas. Por más de tres semanas los prisioneros fueron mantenidos incomunicados en Moka. Después fueron enviados al gobernador de Sinam, Sana, donde fueron tratados más humanamente y se les permitió comunicarse libremente con los barcos.
Downton, que había llegado de Adén con el Peppercorn, propuso tomar represalias en los barcos mercantes turcos e indios, pero Middleton lo contuvo, temiendo que ello podría resultar perjudicial para él y sus compañeros. El gobernador le había prometido que todos ellos serían puestos en libertad cuando llegasen los vientos del oeste. Pero, cuando supo que una flota de galeras se esperaba de Suez, y que el aga estaba negociando la contratación de algunos de los barcos más grandes que Downton había permitido entrar a Moka, Middleton, el 15 de mayo de 1611 con quince de sus hombres escapó, en cuanto llegó a bordo del Darling envió órdenes a Downton que se uniera a él de inmediato con las otras naves.
Luego estableció un estricto bloqueo del puerto, obligó a los turcos que enviaran de vuelta a todos los hombres que permanecían en cautiverio y que le devolvieran los bienes que se habían apoderado en la costa, o en su defecto le pagaran una compensación por la pérdida. Después de efectuar reparaciones en Socotra, navegó hasta Surat donde llegó el 26 de septiembre encontrando el lugar completamente bloqueado por una flota portuguesa de dieciocho fragatas, lo que hizo que la comunicación con la orilla fuera difícil y le impedía obtener víveres frescos o abastecimientos que necesitaba para darle a sus hombres que sufrían de escorbuto. Después de algunas escaramuzas la prohibición de comerciar fue parcialmente levantada, pero el gobernador tenía gran temor de las represalias de los portugueses si demostraba cualquier signo de amistad con los ingleses por lo que les negó el permiso para establecer una factoría y después de una estancia de cuatro meses les ordenó zarpar. A los comerciantes de la costa también les ordenó que se fueran sin darle tiempo siquiera para cobrar sus deudas.
El 11 de febrero de 1612 zarpó para Dabul, pero tampoco pudo comerciar ahí. Middleton estimaba como poca recompensa cuando se apoderó de un barco portugués de trescientas toneladas, y sacó de él toda su carga: clavo de olor, canela, cera y fardos de seda cruda China, ya que lo consideraba una pizca en comparación con la pérdida infligida a la expedición por los portugueses.
De Dabul regresó al Mar Rojo, bloqueó Adén y el estrecho de Bab-el-Mandeb y como represalia se apoderó de varias naves indias, pero al enterarse de que la flota de su compañía del año, octavo viaje separado, bajo el mando de John Saris había entrado en el Mar Rojo, él fue a su encuentro y se unió a Saris en Assab. A continuación exigió a los turcos cien mil reales de a ocho como compensación por las lesiones e insultos recibidos y probablemente les habría obligado a pagarlos, pero por una pelea entre él y Saris, en parte sobre la división del botín y también al parecer por la precedencia en el mando, finalmente aceptaron algo así como un tercio de lo demandado y así, con mucho malestar y sin las cortesías habituales se separaron a principios de agosto de 1612. Middleton en compañía del Peppercorn fueron a Tecoa, donde el 19 de octubre se les unió el Darling. De Tecoa navegaron a Banten y Middleton pensó enviar a Downton a casa en el Trader Increas con un cargamento de pimienta, mientras que él con el Peppercorn intentaría otro viaje a las Molucas. Se encontró, sin embargo, que el Trader Increas necesitaba reparaciones extensas por lo que a principios de febrero de 1613, Downton zarpó para Inglaterra con el Peppercorn. Al cabo de unos meses el Trader Increas, mientras lo estaban carenando se volcó sobre su costado y se incendió, lo que se convirtió en un desastre total. Posteriormente fue establecido que los javaneses lo habían incendiado a propósito. La mayoría de los hombres murieron a causa de sus heridas, y con ellos el propio Middleton el 24 de mayo de 1613.

## Testamento
Middleton era soltero. Según su testamento de fecha 29 de marzo de 1610 a bordo del Trader Increas nombró como ejecutores legales a su hermano David y al hijo de este, Henry. También menciona a su hermano Christopher y a sus tres hermanas y a otros parientes.